# Carrigallen
Carrigallen (irisch Carraig Álainn, deutsch 'schöner Fels') ist ein Dorf im irischen County Leitrim. Im Jahr 2022 hatte das Dorf 481 Einwohner. Das ist eine Verdoppelung gegenüber den 243 Einwohnern in den dreißig Jahren davor.

## Geografie
Carrigallen befindet sich an den Straßen R201 zwischen  Mohill und Killeshandra und der R203 im Osten der Grafschaft Leitrim. Das Dorf liegt zwischen dem Nord- und Südufer des Town Lough im Süden Leitrims und ist ein Zentrum für Angler. Der Rockfield Lake liegt etwa 4 Kilometer östlich von Carrigallen.

## Geschichte
Das Killahurk Ring Fort ist 2 Kilometer vom Dorf entfernt. Das Ringfort liegt 0,5 km westlich des Carrigallen Lough und ist ein gutes Beispiel für eine frühmittelalterliche Anlage.
Der heilige Patrick soll durch diese Region gereist sein. Während seines Aufenthalts taufte er seine Anhänger am heiligen Brunnen von St. Patrick in Aghawillin und segnete vor seiner Abreise den alten Friedhof von Errew. Der Friedhof aus dem 16. Jahrhundert liegt etwa 3 km östlich von Carrigallen mit Blick auf den Gulladoo Lake.